# پافلاگونیا
پافلاگونیا (‎/ˌpæfləˈɡoʊniə/‎; یونانی باستان: Παφλαγονία) یک منطقه باستانی در ساحل دریای سیاه و شمال آناتولی بود. به گفته استرابو، رودخانه پارتنیوس حدِ غربی منطقه را تشکیل می‌داد و از سوی شرق به رودخانهٔ قزل‌ایرماق محدود شده بود.
نام پفلاگونیا در افسانه‌ها از پفلاگون، پسر فینئوس مشتق شده‌است.

## افراد مهم
- اردشیر یکم
- داریوش دوم
- دیوژن کلبی
- تئودورا
- میخائیل چهارم